# فقط یک دلاور (فیلم ۱۹۵۱)
فقط یک دلاور (به انگلیسی: Only The Valiant) یک فیلم وسترن آمریکایی به کارگردانی گوردون داگلاس و با بازی گریگوری پک، باربارا پیتن و وارد باند در سال ۱۹۵۱ است. فیلمنامه این فیلم توسط ادموند اچ. نورث و هری براون بر اساس رمانی به همین نام نوشته چارلز مارکیز وارن نوشته شده‌است.